# 小屋

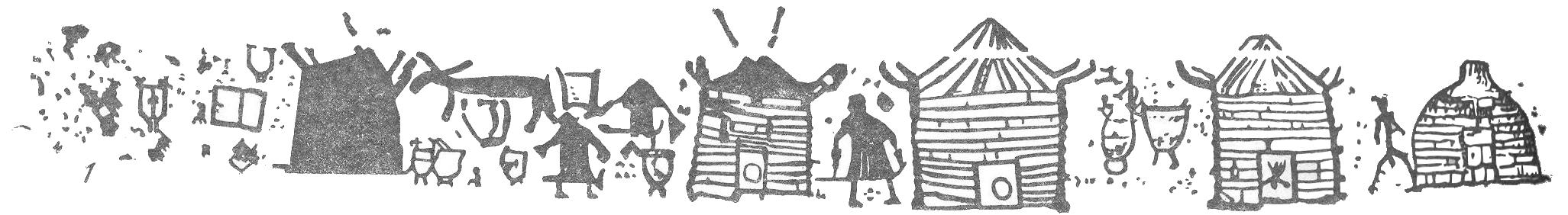
公元前塔阿尔文化的岩画，位于俄罗斯克拉斯诺亚尔斯克边疆区。

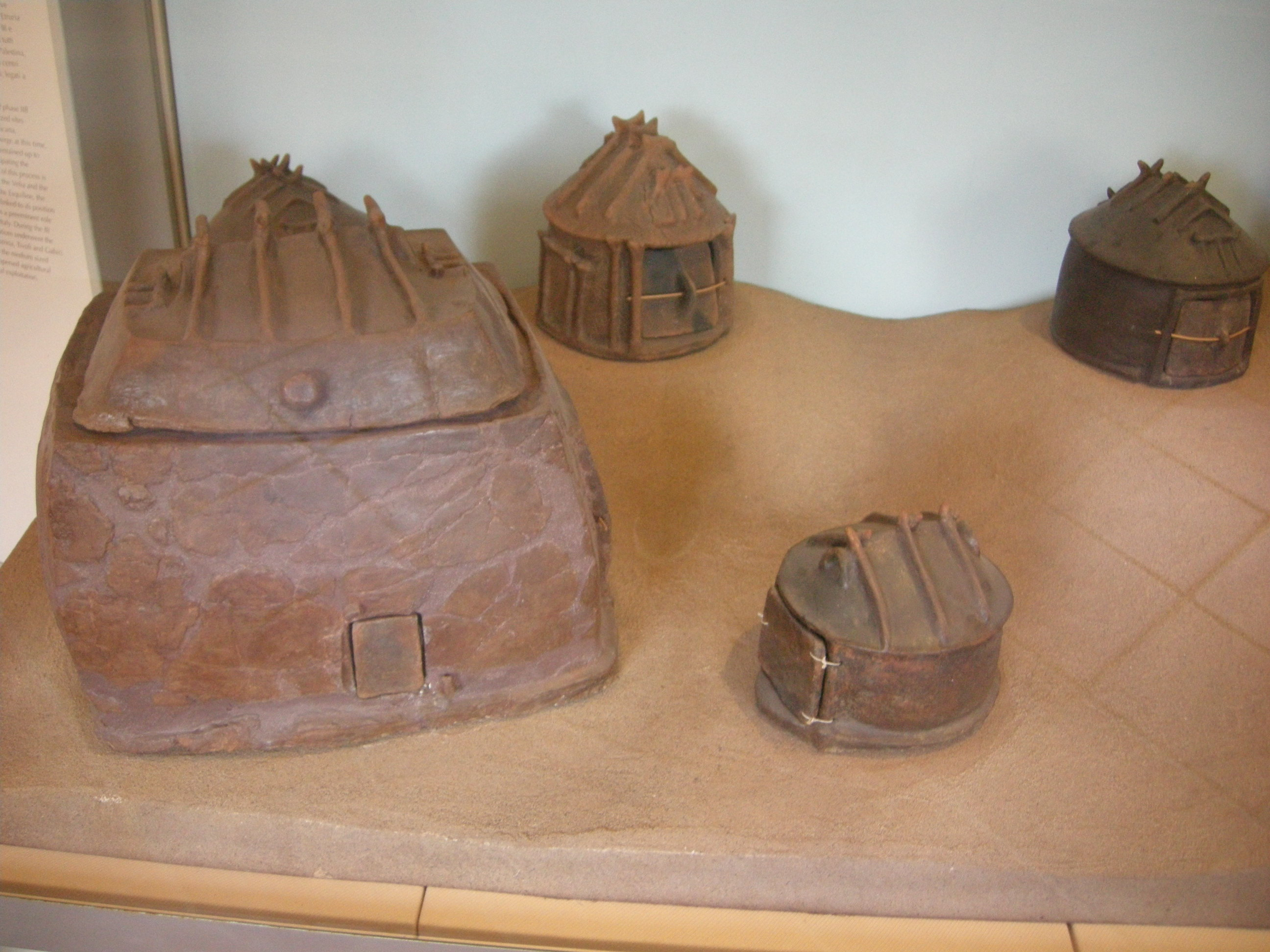
几个骨灰盒被做成几座小屋和一个大屋的形状，位于意大利罗马戴克里先浴场的博物馆中。图：Sailko

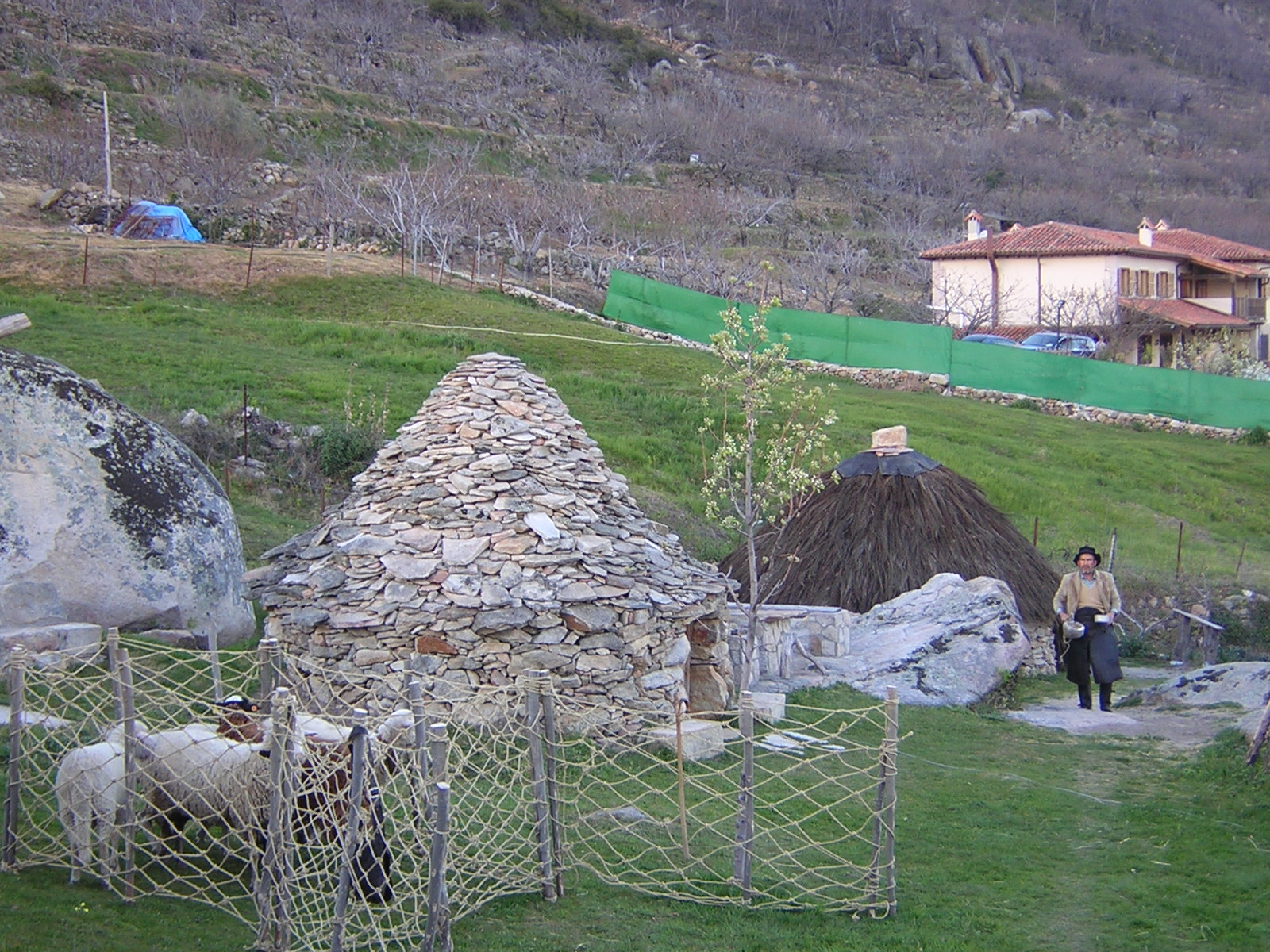
西班牙埃斯特雷马杜拉的Chozo。

小屋是一种原始的住宅，可以用当地的各种材料来建造。小屋是一种乡土建筑，因为它们的建筑材料很容易从当地获取，如木头、雪、冰、石头、草、棕榈叶、树枝、兽皮、织物或泥，它们使用的技术都是通过几代人传下来的。
小屋是一种质量较差的房屋（较耐用、质量较好的住宅），但质量高于避难所（用于避难和安全的地方），比如帐篷和临时性或季节性的避难所，或者原始社会的永久住宅。
小屋存在于几乎所有的游牧民族文化中。一些小屋是可移动的，并且可以适应大多数的天气情况。

## 现代用途

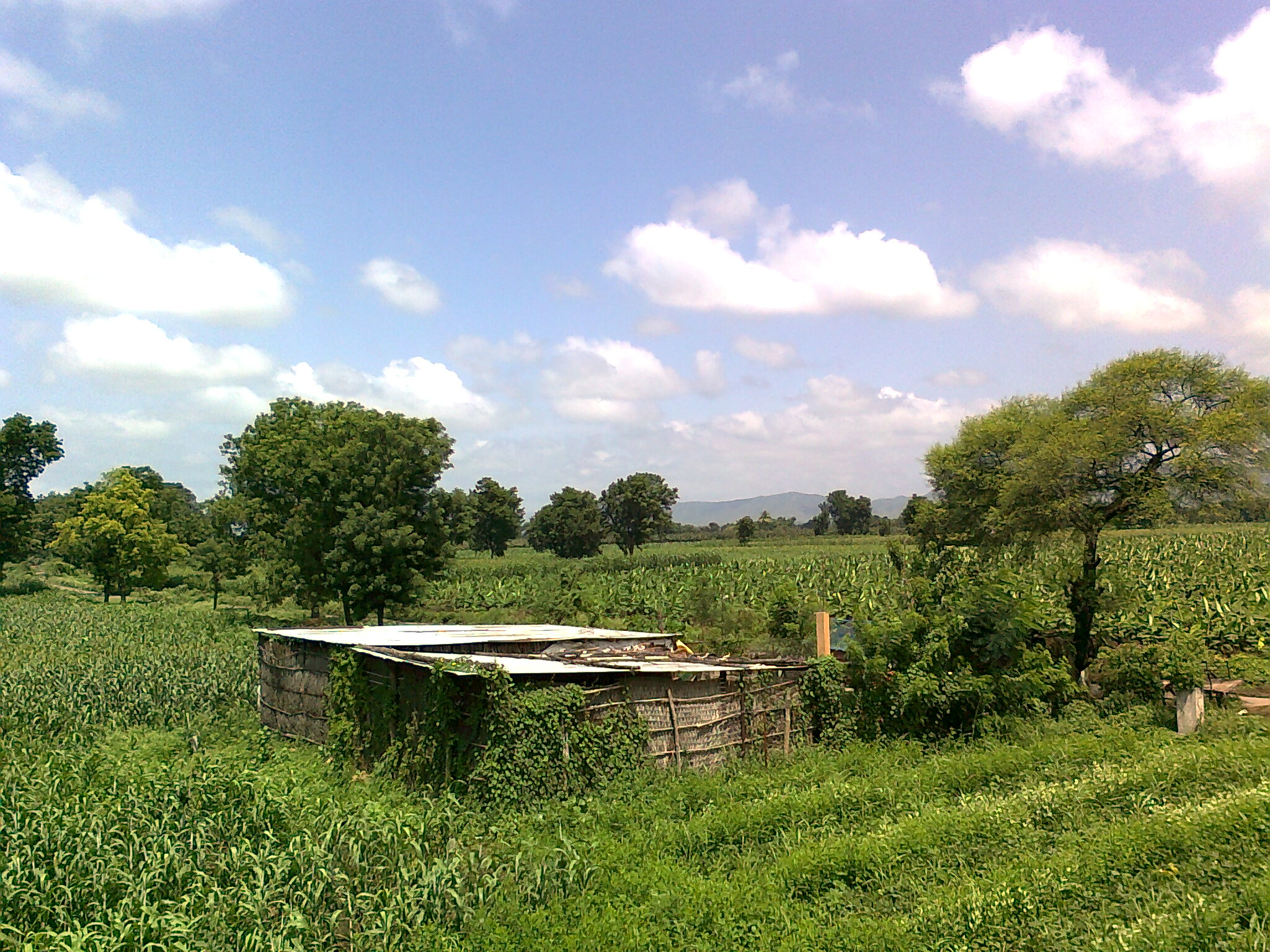
印度村庄外的农场小屋

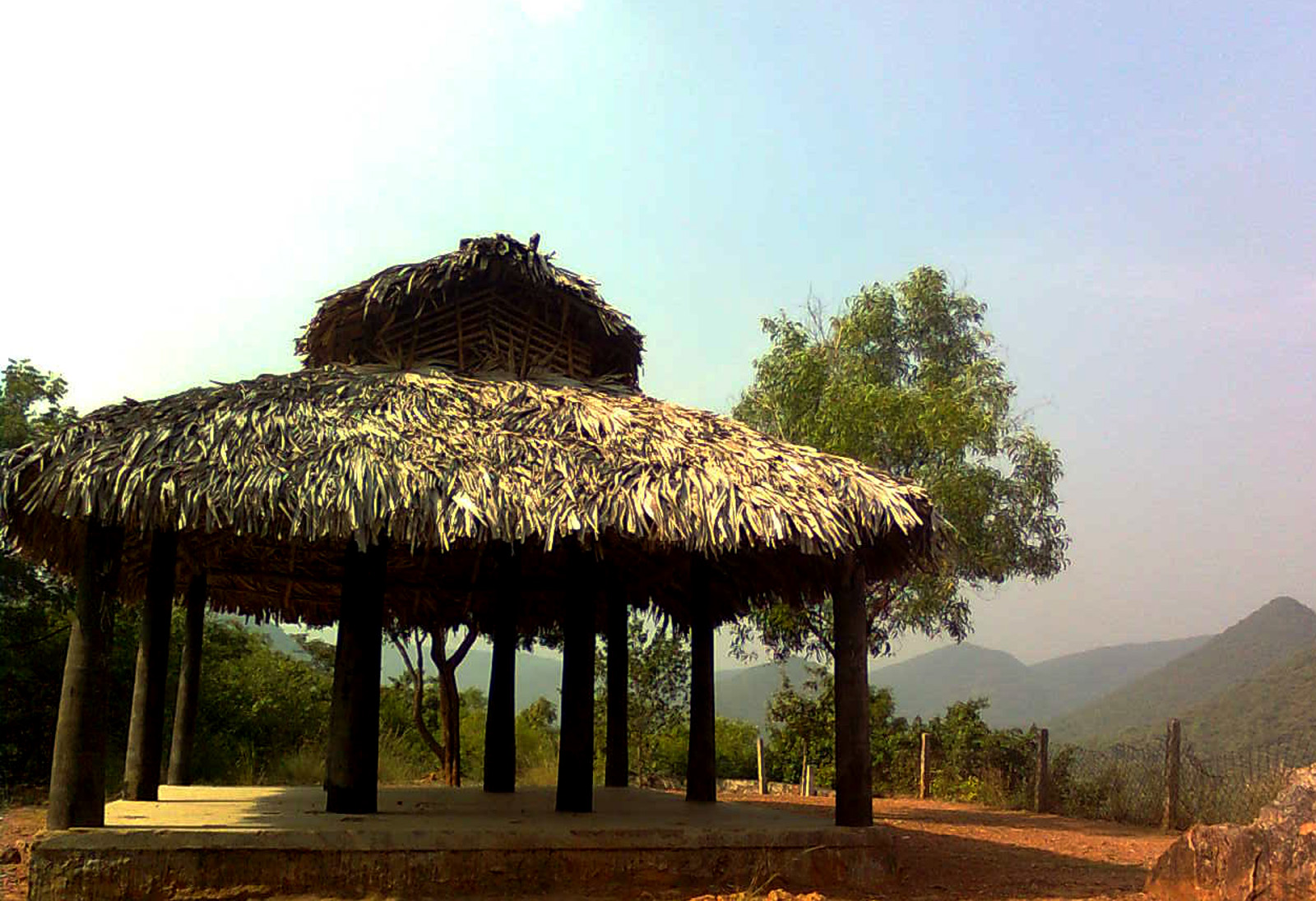
维沙卡帕特南的堪巴拉康达生态公园的小屋

牧民在季节性牧场，例如山地牧场和低地牧场间迁移牲畜（移牧）时，会使用小屋。
背包客和其他旅行者在农村地区也常会使用小屋。
世界各地一些无家可归的人会在流散期间使用小屋。例如，拾荒者，亚马逊丛林的种植园里的农民。
为居住以外的其它目的建造的小屋，例如储存、工作坊和教学。

## 种类
- 奥卡 (建筑)（英语：Oca (structure)）–位于巴西。
- 奥里 (建筑)（英语：Orri）–法国一种干石和茅草小屋。
- 巴拉巴拉（英语：Barabara）–阿留申人冬天靠泥土保暖的家。
- 巴洛克–西伯利亚较偏远地区的一种原木造的荒野小屋（英语：Wilderness hut），通常是共用的，使用者包括猎人、渔民和旅行者等。某些巴洛克是安装在雪橇上，可以移动的。
- 冰屋–用硬雪块或冰块建的小屋。
- 博希（英语：Bothy）–借助茅草搭建的小屋。
- 草屋（英语：Hay barrack）–一种独特的储存草料的结构。
- 海特–一种挪威的小屋。
- 霍萨小屋（英语：HORSA hut）–一种预制校舍，用来应付1944年《教育法》的额外需求。
- 卡巴纳 (建筑)（英语：Cabana (structure)）–一种开放的小屋。
- 考巴–一种阿富汗小屋。
- 科洛禅（英语：Clochán）–爱尔兰一种干的石屋。
- 奎奇（英语：Quinzhee）–建造在雪堆中的庇护所。
- 莱恩小屋-预制轻型木板墙组装在一起，外包石膏板和毛毡。1940年设计，用于军队营房。[2]
- 茅草房（英语：Sod house）–在缺乏木材的地区（美洲平原）的一种较原始住房。
- 蒙古包–位于中亚和北亚。
- 米塔托（英语：Mitato）–希腊一种小的干石屋。
- 普拉滕小屋（英语：Pratten hut）–一种预制建筑，英国在二战后常用于学校的教室。
- 山小屋–徒步者过夜的小屋。
- 梯皮–北美一种帐篷。
- 图莱小屋–位于北美西海岸，加利福尼亚北部。
- 土屋（英语：Earth lodge）–美洲一种土著住房。
- 习灵（英语：Sheiling）–最初是牧羊人的临时庇护所或小屋，现在可能指石头建筑。常见于苏格兰。
- 营房–一种长期军用住房。
- 圆茅屋（英语：Rondavel）–位于中非和南非。

## 建造

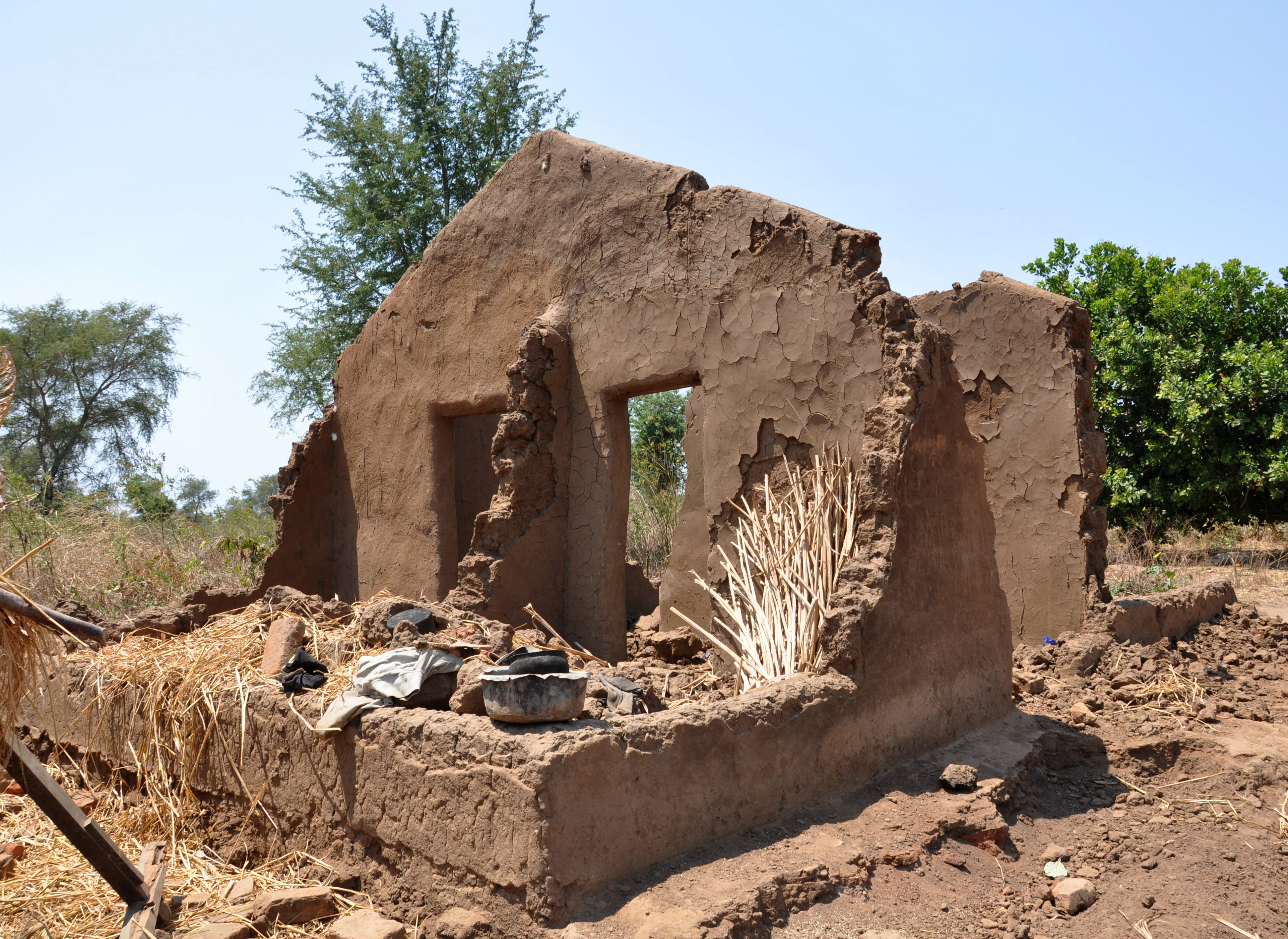
一座泥屋的残留，暴露着内层。这间小屋是在一次较大的地震中摧毁的。

许多小屋按照建造较快、成本较低的原则来设计。其建造往往不需要专门的工具和知识。